# 洛巴赫河 (伍珀河支流)
51°14′22.51″N 7°18′24.51″E / 51.2395861°N 7.3068083°E

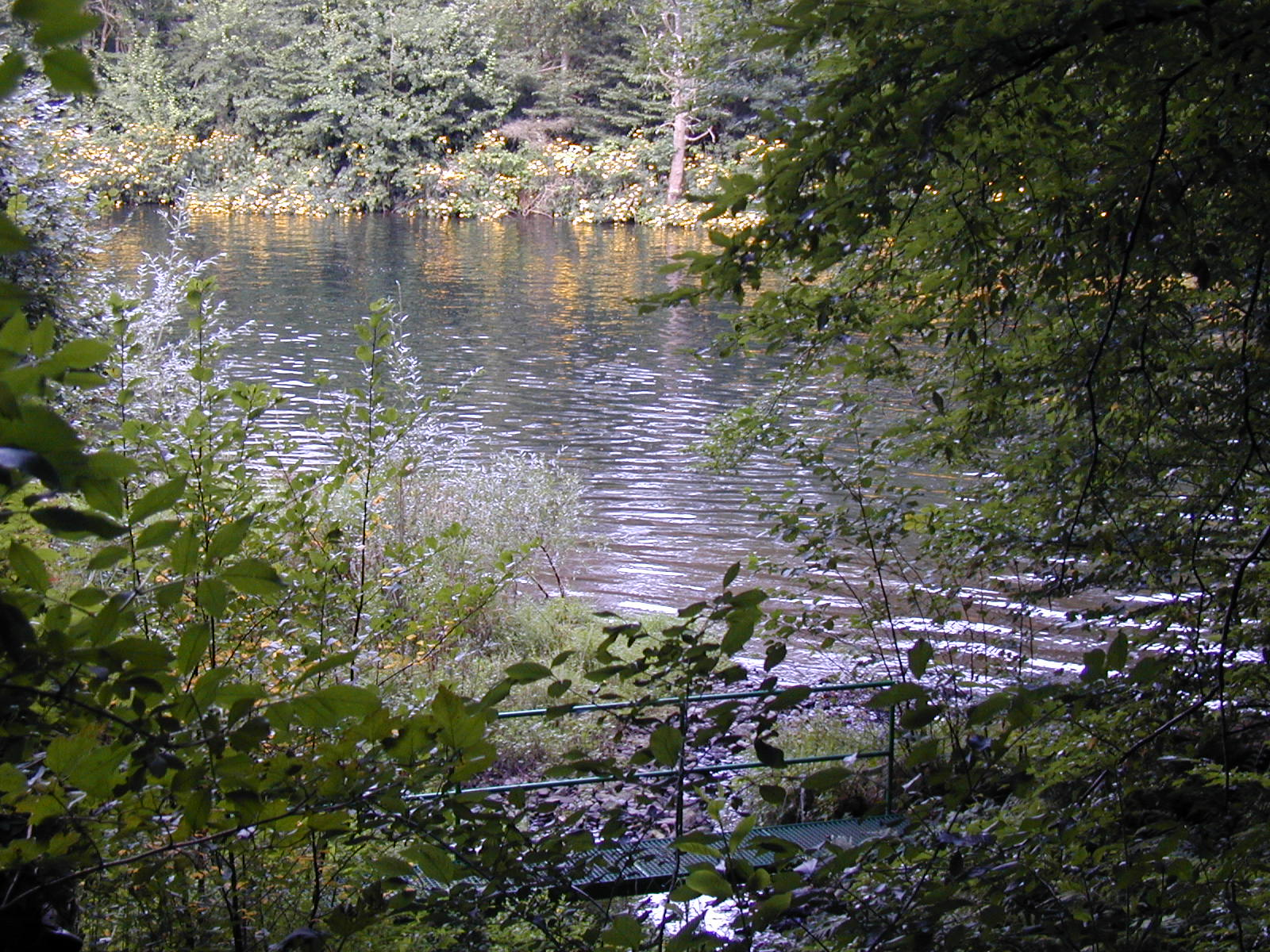
洛巴赫河（伍珀河支流）

洛巴赫河（德語：Lohbach），是德國的河流，位於該國西部，處於北萊茵-威斯特法倫州，屬於伍珀河的左支流，河道全長1.8公里，流域面積1.3平方公里。